# 울주 목도 상록수림
울주 목도 상록수림(蔚州 目島 常綠樹林)은 울산광역시 울주군 온산읍 방도리, 목도에 있는 상록수림이다. 1962년 12월 7일 대한민국의 천연기념물 제65호로 지정되었다.

## 개요
목도는 울주 앞바다에 있는 작은 섬으로, 섬의 모양이 눈처럼 생겼다해서 목도(目島:눈섬)란 이름을 얻었고, 동백나무가 많고 그 꽃이 아름다워 춘도(椿島:동백섬), 신라 때에 화살을 만드는 대나무를 재배하였다하여 죽도(竹島)라는 이름도 가지고 있다.
상록수림은 섬 전체에 고루 분포하고 있으며, 주요 구성 식물들로는 동백나무, 곰솔나무, 사철나무, 후박나무, 다정큼나무, 벚나무, 팽나무, 자귀나무, 두릅나무, 노린재나무, 칡, 멍석딸기, 인동덩굴, 등나무, 감나무, 구기자나무 등을 비롯해 여러 종류의 나무들이 있다.
목도의 상록수림은 우리나라 동해안 쪽에 있는 유일한 상록수림이며, 물고기가 서식하는데 알맞은 환경을 제공하여 물고기떼를 해안으로 유인하는 어부림의 역할도 하고 있다.
현재 울주 목도는 상록수림의 보호를 위해 공개제한지역으로 지정되어 있어 관리 및 학술 목적 등으로 출입하고자 할때에는 문화재청장의 허가를 받아 출입할 수 있다.
2025년 3월 23일 산불 피해로 인해 일부 소실되었다.

## 그림

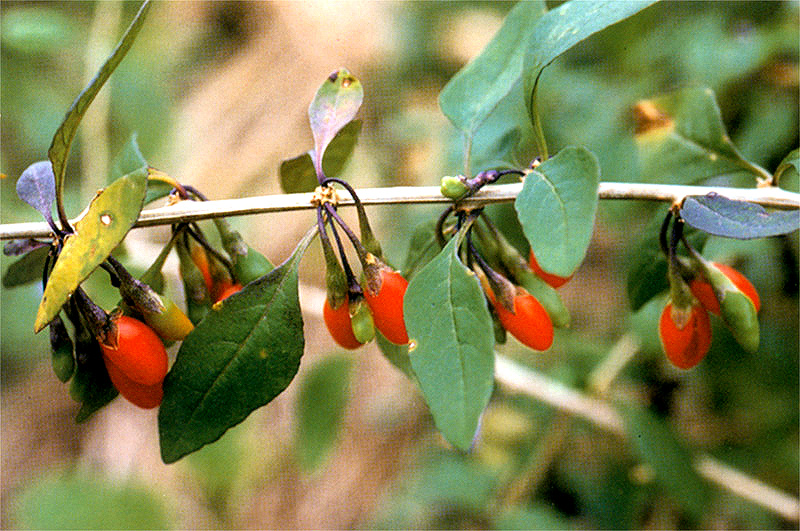
구기자나무
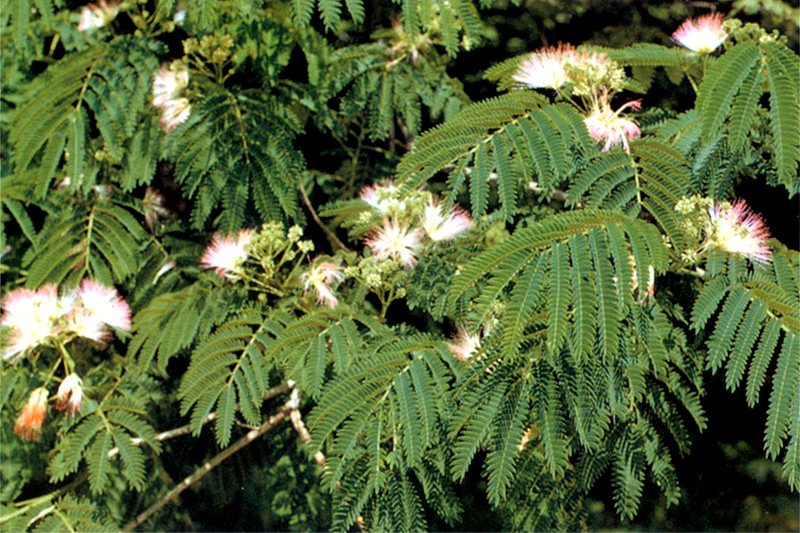
자귀나무
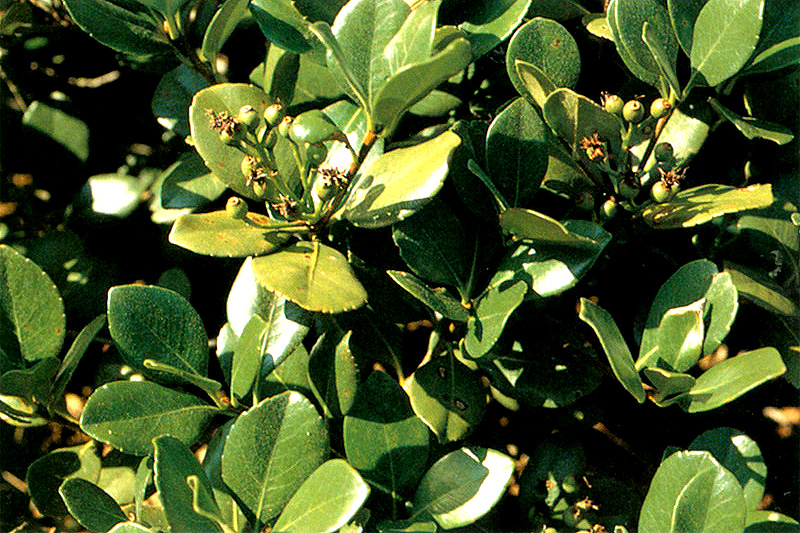
둥근잎다정큼나무

## 같이 보기
- 목도

## 참고 자료
- 울주 목도 상록수림 - 국가유산청 국가유산포털